# Дисукия
Дисукия (араб. دسوقية‎) — суфийский орден (тарикат), действующий главным образом в городе Дисук в Египте. Основан Ибрахимом ад-Дисуки, чьё место отдыха в дельте Нила является основным местом паломничества для египетских суфиев. Последователей тариката называют дисукитами или бурханитами.

## Основатель
Основателем тариката является Бурхануддин Ибрахим ибн Абуль-Маджд ад-Дисуки (ум. в 1277). Родился в селении Дисук (Южный Египет). Там он жил на протяжении долгого времени, получил начальное образование, выучил Коран, изучил шафиитское право. Под руководством опытных учителей занялся изучением суфизма. Жил на протяжении двадцати лет в затворничестве, после чего начал активную проповедь своего пути.

## Учение
Учение тариката имеет много сходных положений с тарикатами рифаитов, сухравардитов и шазилитов. Некоторые считают их частью ордена бадавитов.
Последователи тариката практикуют громкий зикр (джахри). Решающее значение придаётся борьбе со своими страстями и победе над ними (рияза), морали, привязанности последователей к ордену. Первоначально дисукиты не использовали собраний с музыкой и песнопениями (сама) для достижения религиозного транса, но со временем сама стала составной частью их духовной практики. Одеваются в зелёные одежды.

## Распространение
Тарикат дасукитов распространился в Египте, Судане и Северной Африке. В Египте он является третьим по распространенности после шазилитов и бадавитов. Существует несколько ветвей тариката:
- шарнубиты,
- ашуриты,
- тазиты,
- суютиты[1].

Во времена османского владычества у тариката дисукия, вместе с другими исконно египетским тарикатом бадавийя, было несколько текке в Стамбуле. После распада Османской империи, эти текке, наряду со всеми другими, были закрыты.